# Wyatt Aiken
Wyatt Aiken (* 14. Dezember 1863 bei Macon, Georgia; † 6. Februar 1923 in Abbeville, South Carolina) war ein US-amerikanischer Politiker. Zwischen 1903 und 1917 vertrat er den Bundesstaat South Carolina im US-Repräsentantenhaus.

## Werdegang
Wyatt Aiken war der Sohn von D. Wyatt Aiken (1828–1887), der zwischen 1877 und 1887 für South Carolina im Kongress gesessen hatte. Wyatt wuchs in Cokesbury (South Carolina) auf. Dort und in Washington, D.C. besuchte er die öffentlichen Schulen. Später wurde er Gerichtsstenograph (Court Reporter) in South Carolina. Im Jahr 1898 nahm er am Spanisch-Amerikanischen Krieg teil.
Politisch wurde Aiken Mitglied der Demokratischen Partei. 1902 wurde er im dritten Wahlbezirk von South Carolina in das US-Repräsentantenhaus in Washington gewählt, wo er am 4. März 1903 die Nachfolge von Asbury Latimer antrat. Nach sechs Wiederwahlen konnte er bis zum 3. März 1917 sieben zusammenhängende Legislaturperioden im Kongress absolvieren. In dieser Zeit wurden dort der 16. und der 17. Verfassungszusatz beraten und verabschiedet. Dabei ging es um die bundesweite Einkommensteuer und die Direktwahl der US-Senatoren.
Im Jahr 1916 wurde er von seiner Partei nicht für eine weitere Amtszeit aufgestellt. 1918 strebte er nochmals erfolglos die Nominierung seiner Partei für die Kongresswahlen an. Anschließend zog er sich in seinen Ruhestand zurück. Wyatt Aiken starb am 6. Februar 1923 in Abbeville.